# Hệ lục phân
Hệ lục phân (còn gọi là hệ cơ số 6, tiếng Anh: heximal) là một hệ đếm gồm sáu kí tự từ 0 đến 5. Nó được sử dụng bởi số lượng nhỏ các nền văn hóa. Như hệ thập phân, nó là một số nửa nguyên tố, mặc dù là tích của hai số nguyên tố liên tiếp là 2 và 3, nhưng nó có một yếu tố trong toán học ở chỗ kích thước tương đối lớn của nó (chứa bộ số nhiều hơn hệ nhị phân và tam phân).

## Tính toán
| ×  | 1  | 2  | 3  | 4  | 5  | 10  |
| -- | -- | -- | -- | -- | -- | --- |
| 1  | 1  | 2  | 3  | 4  | 5  | 10  |
| 2  | 2  | 4  | 10 | 12 | 14 | 20  |
| 3  | 3  | 10 | 13 | 20 | 23 | 30  |
| 4  | 4  | 12 | 20 | 24 | 32 | 40  |
| 5  | 5  | 14 | 23 | 32 | 41 | 50  |
| 10 | 10 | 20 | 30 | 40 | 50 | 100 |

Hệ lục phân khá thú vị trong nghiên cứu số nguyên tố, vì tất cả các số nguyên tố trong hệ lục phân mà nó lớn hơn 2 và 3, khi được thể hiện bằng số điều có hàng đơn vị là 1 hoặc 5. Thời kì cổ đại, các số nguyên tố trong hệ lục phân được viết như sau:
2, 3, 5, 11, 15, 21, 25, 31, 35, 45, 51, 101, 105, 111, 115, 125, 135, 141, 151, 155, 201, 211, 215, 225, 241, 245, 251, 255, 301, 305, 331, 335, 345, 351, 405, 411, 421, 431, 435, 445, 455, 501, 515, 521, 525, 531, 551,... (dãy số A004680 trong bảng OEIS)
Đó là với mỗi số nguyên tố p lớn hơn 3, có một quan hệ số học mô đun, hoặc là p ≡ 1 hoặc 5 (mod 6) (có nghĩa là 6 chia hết cho p − 1 hoặc p − 5); chữ số cuối cùng là 1 hoặc 5. Điều này được chứng minh là mâu thuẫn.
Với bất kì số nguyên n:
- Nếu n ≡ 0 (mod 6), 6 | n
- Nếu n ≡ 2 (mod 6), 2 | n
- Nếu n ≡ 3 (mod 6), 3 | n
- Nếu n ≡ 4 (mod 6), 2 | n

Ngoài ra, kể từ khi bốn số nguyên tố nhỏ nhất (2, 3, 5, 7) là ước sô hoặc số gần với 6, hệ lục phân có các phép phân chia đơn giản cho nhiều con số.

## Phân số
Bởi vì 6 là tích của hai số nguyên tố đầu tiên và nằm cạnh hai số nguyên tố tiếp theo (5 và 7), nhiều phân số trong hệ lục phân được biểu diễn đơn giản:
| Hệ thập phân Thừa số nguyên tố cơ sở: 2, 5 Thừa số nguyên tố dưới: 3 Thừa số nguyên tố trên: 11 | Hệ thập phân Thừa số nguyên tố cơ sở: 2, 5 Thừa số nguyên tố dưới: 3 Thừa số nguyên tố trên: 11 | Hệ thập phân Thừa số nguyên tố cơ sở: 2, 5 Thừa số nguyên tố dưới: 3 Thừa số nguyên tố trên: 11 | Hệ lục phân Thừa số nguyên tố cơ sở: 2, 5 Thừa số nguyên tố dưới: 3 Thừa số nguyên tố trên: 11 | Hệ lục phân Thừa số nguyên tố cơ sở: 2, 5 Thừa số nguyên tố dưới: 3 Thừa số nguyên tố trên: 11 | Hệ lục phân Thừa số nguyên tố cơ sở: 2, 5 Thừa số nguyên tố dưới: 3 Thừa số nguyên tố trên: 11 |
| Phân số                                                                                         | Phân tích thừa số nguyên tố của mẫu số                                                          | Vị trí đại diện                                                                                 | Vị trí đại diện                                                                                | Phân tích thừa số nguyên tố của mẫu số                                                         | Phân số                                                                                        |
| 1/2                                                                                             | 2                                                                                               | 0.5                                                                                             | 0.3                                                                                            | 2                                                                                              | 1/2                                                                                            |
| 1/3                                                                                             | 3                                                                                               | 0.3333... = 0.3                                                                                 | 0.2                                                                                            | 3                                                                                              | 1/3                                                                                            |
| 1/4                                                                                             | 2                                                                                               | 0.25                                                                                            | 0.13                                                                                           | 2                                                                                              | 1/4                                                                                            |
| 1/5                                                                                             | 5                                                                                               | 0.2                                                                                             | 0.1111... = 0.1                                                                                | 5                                                                                              | 1/5                                                                                            |
| 1/6                                                                                             | 2, 3                                                                                            | 0.16                                                                                            | 0.1                                                                                            | 2, 3                                                                                           | 1/10                                                                                           |
| 1/7                                                                                             | 7                                                                                               | 0.142857                                                                                        | 0.05                                                                                           | 11                                                                                             | 1/11                                                                                           |
| 1/8                                                                                             | 2                                                                                               | 0.125                                                                                           | 0.043                                                                                          | 2                                                                                              | 1/12                                                                                           |
| 1/9                                                                                             | 3                                                                                               | 0.1                                                                                             | 0.04                                                                                           | 3                                                                                              | 1/13                                                                                           |
| 1/10                                                                                            | 2, 5                                                                                            | 0.1                                                                                             | 0.03                                                                                           | 2, 5                                                                                           | 1/14                                                                                           |
| 1/11                                                                                            | 11                                                                                              | 0.09                                                                                            | 0.0313452421                                                                                   | 15                                                                                             | 1/15                                                                                           |
| 1/12                                                                                            | 2, 3                                                                                            | 0.083                                                                                           | 0.03                                                                                           | 2, 3                                                                                           | 1/20                                                                                           |
| 1/13                                                                                            | 13                                                                                              | 0.076923                                                                                        | 0.024340531215                                                                                 | 21                                                                                             | 1/21                                                                                           |
| 1/14                                                                                            | 2, 7                                                                                            | 0.0714285                                                                                       | 0.023                                                                                          | 2, 11                                                                                          | 1/22                                                                                           |
| 1/15                                                                                            | 3, 5                                                                                            | 0.06                                                                                            | 0.02                                                                                           | 3, 5                                                                                           | 1/23                                                                                           |
| 1/16                                                                                            | 2                                                                                               | 0.0625                                                                                          | 0.0213                                                                                         | 2                                                                                              | 1/24                                                                                           |
| 1/17                                                                                            | 17                                                                                              | 0.0588235294117647                                                                              | 0.0204122453514331                                                                             | 25                                                                                             | 1/25                                                                                           |
| 1/18                                                                                            | 2, 3                                                                                            | 0.05                                                                                            | 0.02                                                                                           | 2, 3                                                                                           | 1/30                                                                                           |
| 1/19                                                                                            | 19                                                                                              | 0.052631578947368421                                                                            | 0.015211325                                                                                    | 31                                                                                             | 1/31                                                                                           |
| 1/20                                                                                            | 2, 5                                                                                            | 0.05                                                                                            | 0.014                                                                                          | 2, 5                                                                                           | 1/32                                                                                           |
| 1/21                                                                                            | 3, 7                                                                                            | 0.047619                                                                                        | 0.014                                                                                          | 3, 11                                                                                          | 1/33                                                                                           |
| 1/22                                                                                            | 2, 11                                                                                           | 0.045                                                                                           | 0.01345242103                                                                                  | 2, 15                                                                                          | 1/34                                                                                           |
| 1/23                                                                                            | 23                                                                                              | 0.0434782608695652173913                                                                        | 0.01322030441                                                                                  | 35                                                                                             | 1/35                                                                                           |
| 1/24                                                                                            | 2, 3                                                                                            | 0.0416                                                                                          | 0.013                                                                                          | 2, 3                                                                                           | 1/40                                                                                           |
| 1/25                                                                                            | 5                                                                                               | 0.04                                                                                            | 0.01235                                                                                        | 5                                                                                              | 1/41                                                                                           |
| 1/26                                                                                            | 2, 13                                                                                           | 0.0384615                                                                                       | 0.0121502434053                                                                                | 2, 21                                                                                          | 1/42                                                                                           |
| 1/27                                                                                            | 3                                                                                               | 0.037                                                                                           | 0.012                                                                                          | 3                                                                                              | 1/43                                                                                           |
| 1/28                                                                                            | 2, 7                                                                                            | 0.03571428                                                                                      | 0.0114                                                                                         | 2, 11                                                                                          | 1/44                                                                                           |
| 1/29                                                                                            | 29                                                                                              | 0.0344827586206896551724137931                                                                  | 0.01124045443151                                                                               | 45                                                                                             | 1/45                                                                                           |
| 1/30                                                                                            | 2, 3, 5                                                                                         | 0.03                                                                                            | 0.01                                                                                           | 2, 3, 5                                                                                        | 1/50                                                                                           |
| 1/31                                                                                            | 31                                                                                              | 0.032258064516129                                                                               | 0.010545                                                                                       | 51                                                                                             | 1/51                                                                                           |
| 1/32                                                                                            | 2                                                                                               | 0.03125                                                                                         | 0.01043                                                                                        | 2                                                                                              | 1/52                                                                                           |
| 1/33                                                                                            | 3, 11                                                                                           | 0.03                                                                                            | 0.01031345242                                                                                  | 3, 15                                                                                          | 1/53                                                                                           |
| 1/34                                                                                            | 2, 17                                                                                           | 0.02941176470588235                                                                             | 0.01020412245351433                                                                            | 2, 25                                                                                          | 1/54                                                                                           |
| 1/35                                                                                            | 5, 7                                                                                            | 0.0285714                                                                                       | 0.01                                                                                           | 5, 11                                                                                          | 1/55                                                                                           |
| 1/36                                                                                            | 2, 3                                                                                            | 0.027                                                                                           | 0.01                                                                                           | 2, 3                                                                                           | 1/100                                                                                          |

## Đếm ngón tay
Mỗi bàn tay người thường được cho là có sáu vị trí rõ ràng tương đương với sáu số trong hệ lục phân; một nắm tay, một ngón tay (hoặc ngón tay cái) mở rộng, hai, ba, bốn và sau đó cả năm ngón đều mở rộng. Tất cả điều biểu thị các số từ 0 đến 5.
Nếu tay phải được sử dụng để biểu diễn hàng đơn vị, và tay trái để biểu diễn cho hàng chục của 'hệ sáu', một người có thể biểu diễn các giá trị từ 0 đến 55lục phân (35thập phân) với các ngón tay của họ, không giống như trong đếm mười ngón tay chuẩn. Ví dụ: nếu ba ngón tay mở rộng ở bên trái và bốn ở bên phải, ta được số 34lục phân. Chuyển sang hệ thập phân như sau, ta lấy số ngón tay bên trái nhân 6 cộng với số ngón tay bên phải, kết quả là 3 × 6 + 4 tương đương với số 22thập phân.
Trong bóng rổ NCAA, số áo của các cầu thủ được giới hạn trong hệ lục phân và nhiều nhất nhất là hai chữ số, do đó các trọng tài có thể báo hiệu cầu thủ nào sai phạm bằng cách sử dụng hệ thống đếm ngón tay này.

## Hệ 36 như là hệ lục phân
Đối với một số mục đích, hệ lục phân có thể là một hệ quá nhỏ để biểu diễu. Điều này có thể được mở rộng bằng cách sử dụng bình phương của nó, hệ 36 (hexatrigesimal). Bảng chuyển đổi sang hệ 36:
| Hệ thập phân | 0  | 1  | 2  | 3  | 4  | 5  | 6  | 7  | 8  | 9  | 10 | 11 | 12 | 13 | 14 | 15 | 16 | 17 |
| Hệ lục phân  | 0  | 1  | 2  | 3  | 4  | 5  | 10 | 11 | 12 | 13 | 14 | 15 | 20 | 21 | 22 | 23 | 24 | 25 |
| Hệ 36        | 0  | 1  | 2  | 3  | 4  | 5  | 6  | 7  | 8  | 9  | A  | B  | C  | D  | E  | F  | G  | H  |
|              |    |    |    |    |    |    |    |    |    |    |    |    |    |    |    |    |    |    |
| Hệ thập phân | 18 | 19 | 20 | 21 | 22 | 23 | 24 | 25 | 26 | 27 | 28 | 29 | 30 | 31 | 32 | 33 | 34 | 35 |
| Hệ lục phân  | 30 | 31 | 32 | 33 | 34 | 35 | 40 | 41 | 42 | 43 | 44 | 45 | 50 | 51 | 52 | 53 | 54 | 55 |
| Hệ 36        | I  | J  | K  | L  | M  | N  | O  | P  | Q  | R  | S  | T  | U  | V  | W  | X  | Y  | Z  |

Như vậy, số hệ 36 là WIKIPEDIA36 chuyển sang hệ lục phân là 523 032 304 122 213 0146 và sang hệ thập phân là 91,730,738,691,29810.
Hệ 36 là hệ đếm mà trong đó các chữ số có thể được biểu diễn bằng chữ số Ả Rập 0-9 và các chữ cái Latinh A-Z: sự lựa chọn này là cơ sở của sơ đồ mã hóa base36. Hiệu quả nén của hệ 36 là bình phương của 6 gây ra rất nhiều mô hình và đại diện để được ngắn hơn trong cơ sở 36:
1/910 = 0.046 = 0.436
1/1610 = 0.02136 = 0.2936
1/510 = 0.16 = 0.736
1/710 = 0.056 = 0.536

## Hệ thống số liên quan
- Hệ nhị phân
- Hệ tam phân
- Hệ thập phân
- Hệ thập lục phân
- Hệ lục thập phân